# Stanisław Kopystyński (inżynier)
Stanisław Kazimierz Kopystyński (ur. 27 maja 1923 w Janowie, zm. 16 października 2000) – polski inżynier metalurg, poseł na Sejm PRL VII kadencji.

## Życiorys
Syn Bronisława. Podczas II wojny światowej został wywieziony na roboty do Niemiec. W maju 1945 wrócił do kraju, zaczynając edukację w gimnazjum. W 1946 ukończył liceum w Kaliszu i rozpoczął studia na Akademii Górniczo-Hutniczej w Krakowie na Wydziale Hutniczym, którego później został absolwentem. Od początku 1950 był asystentem w Katedrze Metalografii i Obróbki Cieplnej AGH, a w latach 1952–1954 zastępcą szefa zespołu wydziałów odlewniczych w Hucie im. Marcelego Nowotki w Ostrowcu Świętokrzyskim. W styczniu 1954 powołano go na dyrektora Zakładów Urządzeń Chemicznych i Armatury Przemysłowej w Kielcach, którym był do września 1969. 8 września 1969 objął stanowisko dyrektora naczelnego Zjednoczenia Przemysłu Wyrobów Odlewniczych z siedzibą w Radomiu.
W styczniu 1946 wstąpił do Związku Walki Młodych, gdzie zasiadał w zarządzie powiatowym. Był też radnym Powiatowej Rady Narodowej. W listopadzie 1948 został przyjęty do Polskiej Partii Robotniczej, z którą w następnym miesiącu przystąpił do Polskiej Zjednoczonej Partii Robotniczej. W latach 1954–1975 był członkiem Komitetu Miejskiego PZPR, a także członkiem Komitetu Wojewódzkiego partii w Kielcach. Był delegatem na IV, V i VII zjazd partii. Pełnił funkcję radnego Miejskiej Rady Narodowej w Kielcach. Był członkiem KW PZPR oraz radnym Wojewódzkiej RN w Radomiu, pełnił funkcję przewodniczącego jej prezydium od 5 grudnia 1980 do 6 maja 1982. Zasiadał w zarządzie głównym Stowarzyszenia Technicznego Odlewników Polskich. 26 kwietnia 1979 objął mandat posła na Sejm PRL VII kadencji z okręgu Radom, zastępując Bolesława Piaseckiego ze Stowarzyszenia „Pax”. Zasiadał w Komisji Przemysłu Ciężkiego, Maszynowego i Hutnictwa.
Pochowany na cmentarzu komunalnym w Cedzynie.

## Odznaczenia
- Order Sztandaru Pracy II klasy
- Krzyż Komandorski Orderu Odrodzenia Polski
- Krzyż Kawalerski Orderu Odrodzenia Polski
- Złoty Krzyż Zasługi
- Medal 30-lecia Polski Ludowej
- Medal 10-lecia Polski Ludowej (1955)[3]